# Vòng chung kết Davis Cup 2021
Vòng chung kết, trước đó được gọi là Nhóm Thế giới, là giải đấu cao nhất của Davis Cup năm 2021. Giải đấu thi đấu trên mặt sân cứng trong nhà tại ba địa điểm ở Innsbruck, Áo, Madrid, Tây Ban Nha và Turin, Ý. Giải đấu năm 2020 ban đầu diễn ra từ ngày 23 đến ngày 29 tháng 11 năm 2020. Tuy nhiên, vào ngày 26 tháng 6 năm 2020, ITF thông bán Vòng chung kết 2020 diễn ra từ ngày 22 đến ngày 28 tháng 11 năm 2021 do đại dịch COVID-19 và được đặt tên là Vòng chung kết Davis Cup 2021. Vào ngày 18 tháng 1 năm 2021, ITF thông báo Vòng chung kết sẽ mở rộng diễn ra trong 11 ngày, từ ngày 25 tháng 11 đến ngày 5 tháng 12 năm 2021. Vào ngày 12 tháng 4 năm 2021, ITF thông báo Innsbruck, Áo và Turin, Ý được chọn là chủ nhà Vòng chung kết cùng với Madrid, Tây Ban Nha. Các trận đấu diễn ra theo thể thức đánh ba thắng hai trận và diễn ra trong 1 ngày. Có hai trận đấu đơn và một trận đấu đôi.
Tây Ban Nha là đương kim vô địch, nhưng bị loại ở vòng bảng.
RTF là nhà vô địch, đánh bại Croatia trong trận chung kết, 2–0.

## Các đội tham dự
Có 18 quốc gia tham dự Vòng chung kết.
Vòng loại giải đấu như sau:
- 4 đội vào bán kết ở giải đấu trước
- 2 đội đặc cách (được ITF công bố vào ngày 23 tháng 11 năm 2019 là Pháp và Serbia)[6]
- 12 đội thắng Vòng loại, vào tháng 3 năm 2020

### Tổng quan
H = Chủ nhà, TH = Đương kim vô địch, 2019F = Chung kết giải đấu năm 2019, 2019SF = Bán kết giải đấu năm 2019, WC = Đặc cách
| Các đội tham dự | Các đội tham dự          | Các đội tham dự  | Các đội tham dự       | Các đội tham dự | Các đội tham dự |
| · Úc            | · Áo (H)                 | · Canada (2019F) | · Colombia            | · Croatia       | · Cộng hòa Séc  |
| · Ecuador       | · Pháp (WC)              | · Đức            | · Anh Quốc (2019SF)   | · Hungary       | · Ý (H)         |
| · Kazakhstan    | · RTF (2019SF)[Note RUS] | · Serbia (WC)    | · Tây Ban Nha (H, TH) | · Thụy Điển     | · Hoa Kỳ        |
| --------------- | ------------------------ | ---------------- | --------------------- | --------------- | --------------- |

1. ^ Note RUS: Theo lệnh cấm của Cơ quan phòng chống doping thế giới (WADA) và phán quyết vào tháng 12 năm 2020 của Tòa án Trọng tài Thể thao (CAS), đội tuyển đến từ Nga không được phép sử dụng tên, cờ, hoặc quốc ca của Nga; đội tham dự Vòng chung kết Davis Cup 2021 dưới tư cách là đội của Liên đoàn quần vợt Nga (RTF), và sử dụng lá cờ của RTF.

### Hạt giống
Hạt giống dựa trên Bảng xếp hạng Davis Cup vào ngày 9 tháng 3. Tây Ban Nha, nhà vô địch 2019, được xếp hạt giống số 1 và được bốc thăm vào Nhóm A. Canada, đội á quân 2019, được xếp hạt giống số 2 và được bốc thăm vào Nhóm B. 4 quốc gia có xếp hạng cao nhất khác (Pháp, Croatia, Hoa Kỳ và Serbia) được xếp hạt giống 3–6. Các quốc gia ở nhóm 2 được bốc thăm ngẫu nhiên vào vị trí số 2 và các quốc gia ở nhóm 3 được bốc thăm ngẫu nhiên vào vị trí số 3.
1. Tây Ban Nha (Vòng bảng)
2. Canada (Vòng bảng)
3. Pháp (Vòng bảng)
4. Croatia (Chung kết)
5. Hoa Kỳ (Vòng bảng)
6. Serbia (Bán kết)
7. Đức (Bán kết)
8. Ý (Tứ kết)
9. Anh Quốc (Tứ kết)
10. Úc (Vòng bảng)
11. Kazakhstan (Tứ kết)
12. RTF (Vô địch)
13. Thụy Điển (Tứ kết)
14. Áo (Vòng bảng)
15. Cộng hòa Séc (Vòng bảng)
16. Colombia (Vòng bảng)
17. Hungary (Vòng bảng)
18. Ecuador (Vòng bảng)

## Đội hình
SR = Xếp hạng đơn, DR = Xếp hạng đôi. Bảng xếp hạng vào ngày 22 tháng 11 năm 2021.
| Úc                         | Úc  | Úc  |
| Tay vợt                    | SR  | DR  |
| -------------------------- | --- | --- |
| Alex de Minaur             | 34  | 133 |
| Alexei Popyrin             | 61  | 336 |
| John Millman               | 72  | 197 |
| Alex Bolt                  | 135 | 743 |
| John Peers                 | –   | 13  |
| Đội trưởng: Lleyton Hewitt |     |     |

| Áo                        | Áo  | Áo  |
| Tay vợt                   | SR  | DR  |
| ------------------------- | --- | --- |
| Dennis Novak              | 118 | 731 |
| Jurij Rodionov            | 139 | 408 |
| Gerald Melzer             | 287 | 476 |
| Oliver Marach             | –   | 45  |
| Philipp Oswald            | –   | 52  |
| Đội trưởng: Stefan Koubek |     |     |

| Canada                     | Canada | Canada |
| Tay vợt                    | SR     | DR     |
| -------------------------- | ------ | ------ |
| Vasek Pospisil             | 133    | 154    |
| Brayden Schnur             | 234    | 280    |
| Steven Diez                | 264    | 548    |
| Peter Polansky             | 277    | 159    |
| Đội trưởng: Frank Dancevic |        |        |

| Colombia                    | Colombia | Colombia |
| Tay vợt                     | SR       | DR       |
| --------------------------- | -------- | -------- |
| Daniel Elahi Galán          | 111      | 577      |
| Nicolás Mejía               | 275      | 415      |
| Cristian Rodríguez          | 442      | 214      |
| Juan Sebastián Cabal        | –        | 10       |
| Robert Farah                | –        | 10       |
| Đội trưởng: Alejandro Falla |          |          |

| Croatia                   | Croatia | Croatia |
| Tay vợt                   | SR      | DR      |
| ------------------------- | ------- | ------- |
| Marin Čilić               | 30      | 419     |
| Nino Serdarušić           | 242     | 233     |
| Borna Gojo                | 276     | 449     |
| Mate Pavić                | –       | 1       |
| Nikola Mektić             | –       | 2       |
| Đội trưởng: Vedran Martić |         |         |

| Cộng hòa Séc                  | Cộng hòa Séc | Cộng hòa Séc |
| Tay vợt                       | SR           | DR           |
| ----------------------------- | ------------ | ------------ |
| Jiří Veselý                   | 82           | 334          |
| Jiří Lehečka                  | 138          | 232          |
| Zdeněk Kolář                  | 140          | 120          |
| Tomáš Macháč                  | 143          | 472          |
| Đội trưởng: Jaroslav Navrátil |              |              |

| Ecuador                | Ecuador | Ecuador |
| Tay vợt                | SR      | DR      |
| ---------------------- | ------- | ------- |
| Emilio Gómez           | 149     | 363     |
| Roberto Quiroz         | 291     | 182     |
| Diego Hidalgo          | 581     | 166     |
| Cayetano March         | 701     | 552     |
| Gonzalo Escobar        | 823     | 39      |
| Đội trưởng: Raúl Viver |         |         |

| Pháp                           | Pháp | Pháp |
| Tay vợt                        | SR   | DR   |
| ------------------------------ | ---- | ---- |
| Arthur Rinderknech             | 58   | 131  |
| Adrian Mannarino               | 71   | 162  |
| Richard Gasquet                | 86   | –    |
| Pierre-Hugues Herbert          | 110  | 8    |
| Nicolas Mahut                  | 400  | 5    |
| Đội trưởng: Sébastien Grosjean |      |      |

| Đức                          | Đức  | Đức |
| Tay vợt                      | SR   | DR  |
| ---------------------------- | ---- | --- |
| Jan-Lennard Struff           | 51   | 68  |
| Dominik Koepfer              | 54   | 105 |
| Peter Gojowczyk              | 85   | 525 |
| Kevin Krawietz               | 852  | 14  |
| Tim Pütz                     | 1196 | 18  |
| Đội trưởng: Michael Kohlmann |      |     |

| Anh Quốc               | Anh Quốc | Anh Quốc |
| Tay vợt                | SR       | DR       |
| ---------------------- | -------- | -------- |
| Cameron Norrie         | 12       | 148      |
| Dan Evans              | 25       | 59       |
| Liam Broady            | 128      | 243      |
| Joe Salisbury          | –        | 3        |
| Neal Skupski           | –        | 20       |
| Đội trưởng: Leon Smith |          |          |

| Hungary                 | Hungary | Hungary |
| Tay vợt                 | SR      | DR      |
| ----------------------- | ------- | ------- |
| Márton Fucsovics        | 40      | 311     |
| Attila Balázs           | 131     | 900     |
| Zsombor Piros           | 282     | 1432    |
| Fábián Marozsán         | 359     | 566     |
| Péter Nagy              | 765     | 508     |
| Đội trưởng: Gábor Köves |         |         |

| Ý                            | Ý   | Ý   |
| Tay vợt                      | SR  | DR  |
| ---------------------------- | --- | --- |
| Jannik Sinner                | 10  | 130 |
| Lorenzo Sonego               | 27  | 139 |
| Fabio Fognini                | 37  | 107 |
| Lorenzo Musetti              | 59  | 366 |
| Simone Bolelli               | 885 | 25  |
| Đội trưởng: Filippo Volandri |     |     |

| Kazakhstan               | Kazakhstan | Kazakhstan |
| Tay vợt                  | SR         | DR         |
| ------------------------ | ---------- | ---------- |
| Alexander Bublik         | 36         | 48         |
| Dmitry Popko             | 178        | 444        |
| Mikhail Kukushkin        | 183        | 128        |
| Aleksandr Nedovyesov     | 534        | 72         |
| Andrey Golubev           | 937        | 28         |
| Đội trưởng: Yuri Schukin |            |            |

| RTF                            | RTF | RTF |
| Tay vợt                        | SR  | DR  |
| ------------------------------ | --- | --- |
| Daniil Medvedev                | 2   | 275 |
| Andrey Rublev                  | 5   | 74  |
| Aslan Karatsev                 | 18  | 90  |
| Karen Khachanov                | 29  | 168 |
| Evgeny Donskoy                 | 173 | 646 |
| Đội trưởng: Shamil Tarpishchev |     |     |

| Serbia                     | Serbia | Serbia |
| Tay vợt                    | SR     | DR     |
| -------------------------- | ------ | ------ |
| Novak Djokovic             | 1      | 251    |
| Dušan Lajović              | 33     | 205    |
| Filip Krajinović           | 42     | 290    |
| Miomir Kecmanović          | 68     | 274    |
| Nikola Ćaćić               | 1540   | 36     |
| Đội trưởng: Viktor Troicki |        |        |

| Tây Ban Nha                | Tây Ban Nha | Tây Ban Nha |
| Tay vợt                    | SR          | DR          |
| -------------------------- | ----------- | ----------- |
| Pablo Carreño Busta        | 20          | 196         |
| Albert Ramos Viñolas       | 45          | –           |
| Pedro Martínez             | 60          | 91          |
| Feliciano López            | 106         | 125         |
| Marcel Granollers          | 312         | 7           |
| Đội trưởng: Sergi Bruguera |             |             |

| Thụy Điển                   | Thụy Điển | Thụy Điển |
| Tay vợt                     | SR        | DR        |
| --------------------------- | --------- | --------- |
| Mikael Ymer                 | 93        | 1449      |
| Elias Ymer                  | 171       | 391       |
| Jonathan Mridha             | 511       | 822       |
| André Göransson             | –         | 64        |
| Robert Lindstedt            | –         | 184       |
| Đội trưởng: Robin Söderling |           |           |

| Hoa Kỳ                 | Hoa Kỳ | Hoa Kỳ |
| Tay vợt                | SR     | DR     |
| ---------------------- | ------ | ------ |
| John Isner             | 24     | 203    |
| Reilly Opelka          | 26     | 146    |
| Frances Tiafoe         | 38     | 161    |
| Jack Sock              | 147    | 150    |
| Rajeev Ram             | –      | 4      |
| Đội trưởng: Mardy Fish |        |        |

## Thể thức
18 đội được chia thành 6 bảng, mỗi bảng 3 đội. 6 đội nhất bảng cùng với 2 đội nhì bảng có thành tích tốt nhất dựa trên tỉ lệ % trận thắng (tiếp theo là tỉ lệ % set thắng và sau đó tỉ lệ % game thắng), vào vòng tứ kết.
| Ngày                      | Vòng      | Số đội                                                        |
| ------------------------- | --------- | ------------------------------------------------------------- |
| 25 tháng 11 – 28 tháng 11 | Vòng bảng | 18 (6 bảng, mỗi bảng 3 đội)                                   |
| 29 tháng 11 – 2 tháng 12  | Tứ kết    | 8 (6 đội nhất bảng + 2 đội nhì bảng có thành tích tốt nhất)   |
| 3 tháng 12 – 4 tháng 12   | Bán kết   | 4 (tự động giành quyền tham dự Vòng chung kết Davis Cup 2022) |
| 5 tháng 12                | Chung kết | 2                                                             |

## Vòng bảng
|  | Đi tiếp vào Vòng đấu loại trực tiếp |
|  | Bị loại                             |

### Tóm tắt
T = Thành tích, M = Trận, S = Sets
| Bảng | Nhất       | Nhất | Nhất | Nhất | Nhì         | Nhì | Nhì | Nhì  | Ba           | Ba  | Ba  | Ba   |
| Bảng | Quốc gia   | T    | M    | S    | Quốc gia    | T   | M   | S    | Quốc gia     | T   | M   | S    |
| ---- | ---------- | ---- | ---- | ---- | ----------- | --- | --- | ---- | ------------ | --- | --- | ---- |
| A    | RTF        | 2–0  | 5–1  | 11–5 | Tây Ban Nha | 1–1 | 4–2 | 9–7  | Ecuador      | 0–2 | 0–6 | 4–12 |
| B    | Kazakhstan | 2–0  | 5–1  | 10–5 | Thụy Điển   | 1–1 | 4–2 | 9–4  | Canada       | 0–2 | 0–6 | 2–12 |
| C    | Anh Quốc   | 2–0  | 4–2  | 8–5  | Pháp        | 1–1 | 3–3 | 6–8  | Cộng hòa Séc | 0–2 | 2–4 | 7–8  |
| D    | Croatia    | 2–0  | 5–1  | 11–3 | Úc          | 1–1 | 2–4 | 6–10 | Hungary      | 0–2 | 2–4 | 6–10 |
| E    | Ý          | 2–0  | 4–2  | 9–5  | Colombia    | 1–1 | 3–3 | 8–8  | Hoa Kỳ       | 0–2 | 2–4 | 5–9  |
| F    | Đức        | 2–0  | 4–2  | 8–5  | Serbia      | 1–1 | 4–2 | 9–6  | Áo           | 0–2 | 1–5 | 4–10 |

### Bảng A
| VT | Quốc gia    | Thành tích | Trận | Sets | % Sets | Games | % Games |
| -- | ----------- | ---------- | ---- | ---- | ------ | ----- | ------- |
| 1  | RTF         | 2–0        | 5–1  | 11–5 | 69%    | 86–60 | 59%     |
| 2  | Tây Ban Nha | 1–1        | 4–2  | 9–7  | 56%    | 83–81 | 51%     |
| 3  | Ecuador     | 0–2        | 0–6  | 4–12 | 25%    | 65–93 | 41%     |

#### Tây Ban Nha vs. Ecuador
| · Tây Ban Nha · 3 | Madrid 26 tháng 11 năm 2021 | Madrid 26 tháng 11 năm 2021                                             | · Ecuador · 0 |      |      |  |
| \| \| \| \| 1 \| 2 \| 3 \| \| \| - \| \| ----------------------------------------------------------------------- \| --- \| ---- \| ---- \| \| \| 1 \| \| Feliciano López Roberto Quiroz \| 6 3 \| 6 3 \| \| \| \| 2 \| \| Pablo Carreño Busta Emilio Gómez \| 5 7 \| 6 3 \| 7 65 \| \| \| 3 \| \| Pablo Carreño Busta / Marcel Granollers Gonzalo Escobar / Diego Hidalgo \| 6 4 \| 65 7 \| 7 62 \| \| |                             |                                                                         |               |      |      |  |
| |                             |                                                                         | 1             | 2    | 3    |  |
| 1 | Tây Ban Nha · Ecuador       | Feliciano López Roberto Quiroz                                          | 6 3           | 6 3  |      |  |
| 2 | Tây Ban Nha · Ecuador       | Pablo Carreño Busta Emilio Gómez                                        | 5 7           | 6 3  | 7 65 |  |
| 3 | Tây Ban Nha · Ecuador       | Pablo Carreño Busta / Marcel Granollers Gonzalo Escobar / Diego Hidalgo | 6 4           | 65 7 | 7 62 |  |

#### RTF vs. Ecuador
| · Nga · 3 | Madrid 27 tháng 11 năm 2021 | Madrid 27 tháng 11 năm 2021                                    | · Ecuador · 0 |     |     |  |
| \| \| \| \| 1 \| 2 \| 3 \| \| \| - \| \| -------------------------------------------------------------- \| --- \| --- \| --- \| \| \| 1 \| \| Andrey Rublev Roberto Quiroz \| 6 3 \| 4 6 \| 6 1 \| \| \| 2 \| \| Daniil Medvedev Emilio Gómez \| 6 0 \| 6 2 \| \| \| \| 3 \| \| Aslan Karatsev / Andrey Rublev Gonzalo Escobar / Diego Hidalgo \| 6 4 \| 4 6 \| 6 4 \| \| |                             |                                                                |               |     |     |  |
| |                             |                                                                | 1             | 2   | 3   |  |
| 1 | Nga · Ecuador               | Andrey Rublev Roberto Quiroz                                   | 6 3           | 4 6 | 6 1 |  |
| 2 | Nga · Ecuador               | Daniil Medvedev Emilio Gómez                                   | 6 0           | 6 2 |     |  |
| 3 | Nga · Ecuador               | Aslan Karatsev / Andrey Rublev Gonzalo Escobar / Diego Hidalgo | 6 4           | 4 6 | 6 4 |  |

#### Tây Ban Nha vs. RTF
| · Tây Ban Nha · 1 | Madrid 28 tháng 11 năm 2021 | Madrid 28 tháng 11 năm 2021                                        | · Nga · 2 |      |     |  |
| \| \| \| \| 1 \| 2 \| 3 \| \| \| - \| \| ------------------------------------------------------------------ \| --- \| ---- \| --- \| \| \| 1 \| \| Feliciano López Andrey Rublev \| 2 6 \| 6 3 \| 6 4 \| \| \| 2 \| \| Pablo Carreño Busta Daniil Medvedev \| 2 6 \| 63 7 \| \| \| \| 3 \| \| Marcel Granollers / Feliciano López Aslan Karatsev / Andrey Rublev \| 6 4 \| 2 6 \| 4 6 \| \| |                             |                                                                    |           |      |     |  |
| |                             |                                                                    | 1         | 2    | 3   |  |
| 1 | Tây Ban Nha · Nga           | Feliciano López Andrey Rublev                                      | 2 6       | 6 3  | 6 4 |  |
| 2 | Tây Ban Nha · Nga           | Pablo Carreño Busta Daniil Medvedev                                | 2 6       | 63 7 |     |  |
| 3 | Tây Ban Nha · Nga           | Marcel Granollers / Feliciano López Aslan Karatsev / Andrey Rublev | 6 4       | 2 6  | 4 6 |  |

### Bảng B
| VT | Quốc gia   | Thành tích | Trận | Sets | % Sets | Games | % Games |
| -- | ---------- | ---------- | ---- | ---- | ------ | ----- | ------- |
| 1  | Kazakhstan | 2–0        | 5–1  | 10–5 | 67%    | 86–64 | 57%     |
| 2  | Thụy Điển  | 1–1        | 4–2  | 9–4  | 69%    | 66–60 | 52%     |
| 3  | Canada     | 0–2        | 0–6  | 2–12 | 14%    | 59–87 | 40%     |

#### Canada vs. Thụy Điển
| · Canada · 0 | Madrid 25 tháng 11 năm 2021 | Madrid 25 tháng 11 năm 2021                                        | · Thụy Điển · 3 |     |   |  |
| \| \| \| \| 1 \| 2 \| 3 \| \| \| - \| \| ------------------------------------------------------------------ \| ---- \| --- \| - \| \| \| 1 \| \| Steven Diez Elias Ymer \| 4 6 \| 2 6 \| \| \| \| 2 \| \| Vasek Pospisil Mikael Ymer \| 4 6 \| 4 6 \| \| \| \| 3 \| \| Vasek Pospisil / Brayden Schnur André Göransson / Robert Lindstedt \| 65 7 \| 4 6 \| \| \| |                             |                                                                    |                 |     |   |  |
| |                             |                                                                    | 1               | 2   | 3 |  |
| 1 | Canada · Thụy Điển          | Steven Diez Elias Ymer                                             | 4 6             | 2 6 |   |  |
| 2 | Canada · Thụy Điển          | Vasek Pospisil Mikael Ymer                                         | 4 6             | 4 6 |   |  |
| 3 | Canada · Thụy Điển          | Vasek Pospisil / Brayden Schnur André Göransson / Robert Lindstedt | 65 7            | 4 6 |   |  |

#### Kazakhstan vs. Thụy Điển
| · Kazakhstan · 2 | Madrid 27 tháng 11 năm 2021 | Madrid 27 tháng 11 năm 2021                                              | · Thụy Điển · 1 |      |     |  |
| \| \| \| \| 1 \| 2 \| 3 \| \| \| - \| \| ------------------------------------------------------------------------ \| --- \| ---- \| --- \| \| \| 1 \| \| Mikhail Kukushkin Elias Ymer \| 3 6 \| 64 7 \| \| \| \| 2 \| \| Alexander Bublik Mikael Ymer \| 3 6 \| 6 4 \| 6 0 \| \| \| 3 \| \| Andrey Golubev / Aleksandr Nedovyesov André Göransson / Robert Lindstedt \| 6 3 \| 6 3 \| \| \| |                             |                                                                          |                 |      |     |  |
| |                             |                                                                          | 1               | 2    | 3   |  |
| 1 | Kazakhstan · Thụy Điển      | Mikhail Kukushkin Elias Ymer                                             | 3 6             | 64 7 |     |  |
| 2 | Kazakhstan · Thụy Điển      | Alexander Bublik Mikael Ymer                                             | 3 6             | 6 4  | 6 0 |  |
| 3 | Kazakhstan · Thụy Điển      | Andrey Golubev / Aleksandr Nedovyesov André Göransson / Robert Lindstedt | 6 3             | 6 3  |     |  |

#### Canada vs. Kazakhstan
| · Canada · 0 | Madrid 28 tháng 11 năm 2021 | Madrid 28 tháng 11 năm 2021                                           | · Kazakhstan · 3 |       |     |  |
| \| \| \| \| 1 \| 2 \| 3 \| \| \| - \| \| --------------------------------------------------------------------- \| --- \| ----- \| --- \| \| \| 1 \| \| Brayden Schnur Mikhail Kukushkin \| 3 6 \| 7 65 \| 5 7 \| \| \| 2 \| \| Vasek Pospisil Alexander Bublik \| 2 6 \| 6 78 \| \| \| \| 3 \| \| Peter Polansky / Brayden Schnur Andrey Golubev / Aleksandr Nedovyesov \| 4 6 \| 78 66 \| 1 6 \| \| |                             |                                                                       |                  |       |     |  |
| |                             |                                                                       | 1                | 2     | 3   |  |
| 1 | Canada · Kazakhstan         | Brayden Schnur Mikhail Kukushkin                                      | 3 6              | 7 65  | 5 7 |  |
| 2 | Canada · Kazakhstan         | Vasek Pospisil Alexander Bublik                                       | 2 6              | 6 78  |     |  |
| 3 | Canada · Kazakhstan         | Peter Polansky / Brayden Schnur Andrey Golubev / Aleksandr Nedovyesov | 4 6              | 78 66 | 1 6 |  |

### Bảng C
| VT | Quốc gia     | Thành tích | Trận | Sets | % Sets | Games | % Games |
| -- | ------------ | ---------- | ---- | ---- | ------ | ----- | ------- |
| 1  | Anh Quốc     | 2–0        | 4–2  | 8–5  | 62%    | 64–56 | 53%     |
| 2  | Pháp         | 1–1        | 3–3  | 6–8  | 43%    | 70–70 | 50%     |
| 3  | Cộng hòa Séc | 0–2        | 2–4  | 7–8  | 47%    | 66–74 | 47%     |

#### Pháp vs. Cộng hòa Séc
| · Pháp · 2 | Innsbruck 25 tháng 11 năm 2021 | Innsbruck 25 tháng 11 năm 2021                                    | · Cộng hòa Séc · 1 |     |     |  |
| \| \| \| \| 1 \| 2 \| 3 \| \| \| - \| \| ----------------------------------------------------------------- \| ---- \| --- \| --- \| \| \| 1 \| \| Richard Gasquet Tomáš Macháč \| 63 7 \| 2 6 \| \| \| \| 2 \| \| Adrian Mannarino Jiří Veselý \| 61 7 \| 6 4 \| 6 2 \| \| \| 3 \| \| Pierre-Hugues Herbert / Nicolas Mahut Tomáš Macháč / Jiří Lehečka \| 3 6 \| 6 4 \| 6 3 \| \| |                                |                                                                   |                    |     |     |  |
| |                                |                                                                   | 1                  | 2   | 3   |  |
| 1 | Pháp · Cộng hòa Séc            | Richard Gasquet Tomáš Macháč                                      | 63 7               | 2 6 |     |  |
| 2 | Pháp · Cộng hòa Séc            | Adrian Mannarino Jiří Veselý                                      | 61 7               | 6 4 | 6 2 |  |
| 3 | Pháp · Cộng hòa Séc            | Pierre-Hugues Herbert / Nicolas Mahut Tomáš Macháč / Jiří Lehečka | 3 6                | 6 4 | 6 3 |  |

#### Pháp vs. Anh Quốc
| · Pháp · 1 | Innsbruck 27 tháng 11 năm 2021                 | Innsbruck 27 tháng 11 năm 2021                                  | · Anh Quốc · 2 |        |   |  |
| \| \| \| \| 1 \| 2 \| 3 \| \| \| - \| \| --------------------------------------------------------------- \| --- \| ------ \| - \| \| \| 1 \| \| Adrian Mannarino Dan Evans \| 5 7 \| 4 6 \| \| \| \| 2 \| \| Arthur Rinderknech Cameron Norrie \| 2 6 \| 68 710 \| \| \| \| 3 \| \| Nicolas Mahut / Arthur Rinderknech Joe Salisbury / Neal Skupski \| 6 1 \| 6 4 \| \| \| |                                                |                                                                 |                |        |   |  |
| |                                                |                                                                 | 1              | 2      | 3 |  |
| 1 | Pháp · Vương quốc Liên hiệp Anh và Bắc Ireland | Adrian Mannarino Dan Evans                                      | 5 7            | 4 6    |   |  |
| 2 | Pháp · Vương quốc Liên hiệp Anh và Bắc Ireland | Arthur Rinderknech Cameron Norrie                               | 2 6            | 68 710 |   |  |
| 3 | Pháp · Vương quốc Liên hiệp Anh và Bắc Ireland | Nicolas Mahut / Arthur Rinderknech Joe Salisbury / Neal Skupski | 6 1            | 6 4    |   |  |

#### Anh Quốc vs. Cộng hòa Séc
| · Anh Quốc · 2 | Innsbruck 28 tháng 11 năm 2021                         | Innsbruck 28 tháng 11 năm 2021                          | · Cộng hòa Séc · 1 |     |     |  |
| \| \| \| \| 1 \| 2 \| 3 \| \| \| - \| \| ------------------------------------------------------- \| --- \| --- \| --- \| \| \| 1 \| \| Dan Evans Tomáš Macháč \| 2 6 \| 5 7 \| \| \| \| 2 \| \| Cameron Norrie Jiří Lehečka \| 6 1 \| 2 6 \| 6 1 \| \| \| 3 \| \| Joe Salisbury / Neal Skupski Zdeněk Kolář / Jiří Veselý \| 6 4 \| 6 2 \| \| \| |                                                        |                                                         |                    |     |     |  |
| |                                                        |                                                         | 1                  | 2   | 3   |  |
| 1 | Vương quốc Liên hiệp Anh và Bắc Ireland · Cộng hòa Séc | Dan Evans Tomáš Macháč                                  | 2 6                | 5 7 |     |  |
| 2 | Vương quốc Liên hiệp Anh và Bắc Ireland · Cộng hòa Séc | Cameron Norrie Jiří Lehečka                             | 6 1                | 2 6 | 6 1 |  |
| 3 | Vương quốc Liên hiệp Anh và Bắc Ireland · Cộng hòa Séc | Joe Salisbury / Neal Skupski Zdeněk Kolář / Jiří Veselý | 6 4                | 6 2 |     |  |

### Bảng D
| VT | Quốc gia | Thành tích | Trận | Sets | % Sets | Games | % Games |
| -- | -------- | ---------- | ---- | ---- | ------ | ----- | ------- |
| 1  | Croatia  | 2–0        | 5–1  | 11–3 | 79%    | 83–60 | 58%     |
| 2  | Úc       | 1–1        | 2–4  | 6–10 | 38%    | 74–89 | 45%     |
| 3  | Hungary  | 0–2        | 2–4  | 6–10 | 38%    | 79–87 | 48%     |

#### Croatia vs. Úc
| · Croatia · 3 | Turin 25 tháng 11 năm 2021 | Turin 25 tháng 11 năm 2021                             | · Úc · 0 |     |     |  |
| \| \| \| \| 1 \| 2 \| 3 \| \| \| - \| \| ------------------------------------------------------ \| ---- \| --- \| --- \| \| \| 1 \| \| Borna Gojo Alexei Popyrin \| 7 65 \| 7 5 \| \| \| \| 2 \| \| Marin Čilić Alex de Minaur \| 6 1 \| 5 7 \| 6 4 \| \| \| 3 \| \| Nikola Mektić / Mate Pavić Alex de Minaur / John Peers \| 6 3 \| 6 1 \| \| \| |                            |                                                        |          |     |     |  |
| |                            |                                                        | 1        | 2   | 3   |  |
| 1 | Croatia · Úc               | Borna Gojo Alexei Popyrin                              | 7 65     | 7 5 |     |  |
| 2 | Croatia · Úc               | Marin Čilić Alex de Minaur                             | 6 1      | 5 7 | 6 4 |  |
| 3 | Croatia · Úc               | Nikola Mektić / Mate Pavić Alex de Minaur / John Peers | 6 3      | 6 1 |     |  |

#### Úc vs. Hungary
| · Úc · 2 | Turin 27 tháng 11 năm 2021 | Turin 27 tháng 11 năm 2021                             | · Hungary · 1 |         |      |  |
| \| \| \| \| 1 \| 2 \| 3 \| \| \| - \| \| ------------------------------------------------------ \| --- \| ------- \| ---- \| \| \| 1 \| \| John Millman Zsombor Piros \| 6 4 \| 4 6 \| 3 6 \| \| \| 2 \| \| Alex de Minaur Márton Fucsovics \| 7 5 \| 2 6 \| 7 62 \| \| \| 3 \| \| Alex Bolt / John Peers Fábián Marozsán / Zsombor Piros \| 6 3 \| 611 713 \| 6 3 \| \| |                            |                                                        |               |         |      |  |
| |                            |                                                        | 1             | 2       | 3    |  |
| 1 | Úc · Hungary               | John Millman Zsombor Piros                             | 6 4           | 4 6     | 3 6  |  |
| 2 | Úc · Hungary               | Alex de Minaur Márton Fucsovics                        | 7 5           | 2 6     | 7 62 |  |
| 3 | Úc · Hungary               | Alex Bolt / John Peers Fábián Marozsán / Zsombor Piros | 6 3           | 611 713 | 6 3  |  |

#### Croatia vs. Hungary
| · Croatia · 2 | Turin 28 tháng 11 năm 2021 | Turin 28 tháng 11 năm 2021                              | · Hungary · 1 |     |     |  |
| \| \| \| \| 1 \| 2 \| 3 \| \| \| - \| \| ------------------------------------------------------- \| ----- \| --- \| --- \| \| \| 1 \| \| Nino Serdarušić Fábián Marozsán \| 6 4 \| 6 4 \| \| \| \| 2 \| \| Marin Čilić Zsombor Piros \| 6 4 \| 5 7 \| 4 6 \| \| \| 3 \| \| Nikola Mektić / Mate Pavić Fábián Marozsán / Péter Nagy \| 78 66 \| 6 2 \| \| \| |                            |                                                         |               |     |     |  |
| |                            |                                                         | 1             | 2   | 3   |  |
| 1 | Croatia · Hungary          | Nino Serdarušić Fábián Marozsán                         | 6 4           | 6 4 |     |  |
| 2 | Croatia · Hungary          | Marin Čilić Zsombor Piros                               | 6 4           | 5 7 | 4 6 |  |
| 3 | Croatia · Hungary          | Nikola Mektić / Mate Pavić Fábián Marozsán / Péter Nagy | 78 66         | 6 2 |     |  |

### Bảng E
| VT | Quốc gia | Thành tích | Trận | Sets | % Sets | Games | % Games |
| -- | -------- | ---------- | ---- | ---- | ------ | ----- | ------- |
| 1  | Ý        | 2–0        | 4–2  | 9–5  | 64%    | 79–60 | 57%     |
| 2  | Colombia | 1–1        | 3–3  | 8–8  | 50%    | 79–78 | 50%     |
| 3  | Hoa Kỳ   | 0–2        | 2–4  | 5–9  | 36%    | 56–76 | 42%     |

#### Hoa Kỳ vs. Ý
| · Hoa Kỳ · 1 | Turin 26 tháng 11 năm 2021 | Turin 26 tháng 11 năm 2021                             | · Ý · 2 |      |   |  |
| \| \| \| \| 1 \| 2 \| 3 \| \| \| - \| \| ------------------------------------------------------ \| ---- \| ---- \| - \| \| \| 1 \| \| Reilly Opelka Lorenzo Sonego \| 3 6 \| 64 7 \| \| \| \| 2 \| \| John Isner Jannik Sinner \| 2 6 \| 0 6 \| \| \| \| 3 \| \| Rajeev Ram / Jack Sock Fabio Fognini / Lorenzo Musetti \| 7 65 \| 6 2 \| \| \| |                            |                                                        |         |      |   |  |
| |                            |                                                        | 1       | 2    | 3 |  |
| 1 | Hoa Kỳ · Ý                 | Reilly Opelka Lorenzo Sonego                           | 3 6     | 64 7 |   |  |
| 2 | Hoa Kỳ · Ý                 | John Isner Jannik Sinner                               | 2 6     | 0 6  |   |  |
| 3 | Hoa Kỳ · Ý                 | Rajeev Ram / Jack Sock Fabio Fognini / Lorenzo Musetti | 7 65    | 6 2  |   |  |

#### Ý vs. Colombia
| · Ý · 2 | Turin 27 tháng 11 năm 2021 | Turin 27 tháng 11 năm 2021                                        | · Colombia · 1 |     |      |  |
| \| \| \| \| 1 \| 2 \| 3 \| \| \| - \| \| ----------------------------------------------------------------- \| ---- \| --- \| ---- \| \| \| 1 \| \| Lorenzo Sonego Nicolás Mejía \| 65 7 \| 6 4 \| 6 2 \| \| \| 2 \| \| Jannik Sinner Daniel Elahi Galán \| 7 5 \| 6 0 \| \| \| \| 3 \| \| Fabio Fognini / Jannik Sinner Juan Sebastián Cabal / Robert Farah \| 2 6 \| 7 5 \| 6 78 \| \| |                            |                                                                   |                |     |      |  |
| |                            |                                                                   | 1              | 2   | 3    |  |
| 1 | Ý · Colombia               | Lorenzo Sonego Nicolás Mejía                                      | 65 7           | 6 4 | 6 2  |  |
| 2 | Ý · Colombia               | Jannik Sinner Daniel Elahi Galán                                  | 7 5            | 6 0 |      |  |
| 3 | Ý · Colombia               | Fabio Fognini / Jannik Sinner Juan Sebastián Cabal / Robert Farah | 2 6            | 7 5 | 6 78 |  |

#### Hoa Kỳ vs. Colombia
| · Hoa Kỳ · 1 | Turin 28 tháng 11 năm 2021 | Turin 28 tháng 11 năm 2021                                    | · Colombia · 2 |     |       |         |
| \| \| \| \| 1 \| 2 \| 3 \| \| \| - \| \| ------------------------------------------------------------- \| --- \| --- \| ----- \| ------- \| \| 1 \| \| Frances Tiafoe Nicolás Mejía \| 4 6 \| 6 3 \| 79 67 \| \| \| 2 \| \| John Isner Daniel Elahi Galán \| 3 6 \| 6 3 \| 65 7 \| \| \| 3 \| \| Reilly Opelka / Jack Sock Juan Sebastián Cabal / Robert Farah \| 0 2 \| \| \| bỏ cuộc \| |                            |                                                               |                |     |       |         |
| |                            |                                                               | 1              | 2   | 3     |         |
| 1 | Hoa Kỳ · Colombia          | Frances Tiafoe Nicolás Mejía                                  | 4 6            | 6 3 | 79 67 |         |
| 2 | Hoa Kỳ · Colombia          | John Isner Daniel Elahi Galán                                 | 3 6            | 6 3 | 65 7  |         |
| 3 | Hoa Kỳ · Colombia          | Reilly Opelka / Jack Sock Juan Sebastián Cabal / Robert Farah | 0 2            |     |       | bỏ cuộc |

Chú thích: Trận thắng của Cabal/Farah trước Opelka/Sock được tính là chiến thắng 6–0, 6–0.

### Bảng F
| VT | Quốc gia | Thành tích | Trận | Sets | % Sets | Games | % Games |
| -- | -------- | ---------- | ---- | ---- | ------ | ----- | ------- |
| 1  | Đức      | 2–0        | 4–2  | 8–5  | 62%    | 67–69 | 49%     |
| 2  | Serbia   | 1–1        | 4–2  | 9–6  | 60%    | 86–73 | 54%     |
| 3  | Áo       | 0–2        | 1–5  | 4–10 | 29%    | 66–77 | 46%     |

#### Serbia vs. Áo
| · Serbia · 3 | Innsbruck 26 tháng 11 năm 2021 | Innsbruck 26 tháng 11 năm 2021                                 | · Áo · 0 |     |     |  |
| \| \| \| \| 1 \| 2 \| 3 \| \| \| - \| \| -------------------------------------------------------------- \| ---- \| --- \| --- \| \| \| 1 \| \| Dušan Lajović Gerald Melzer \| 7 65 \| 3 6 \| 7 5 \| \| \| 2 \| \| Novak Djokovic Dennis Novak \| 6 3 \| 6 2 \| \| \| \| 3 \| \| Nikola Ćaćić / Filip Krajinović Oliver Marach / Philipp Oswald \| 7 64 \| 4 6 \| 6 3 \| \| |                                |                                                                |          |     |     |  |
| |                                |                                                                | 1        | 2   | 3   |  |
| 1 | Serbia · Áo                    | Dušan Lajović Gerald Melzer                                    | 7 65     | 3 6 | 7 5 |  |
| 2 | Serbia · Áo                    | Novak Djokovic Dennis Novak                                    | 6 3      | 6 2 |     |  |
| 3 | Serbia · Áo                    | Nikola Ćaćić / Filip Krajinović Oliver Marach / Philipp Oswald | 7 64     | 4 6 | 6 3 |  |

#### Serbia vs. Đức
| · Serbia · 1 | Innsbruck 27 tháng 11 năm 2021 | Innsbruck 27 tháng 11 năm 2021                          | · Đức · 2 |     |      |  |
| \| \| \| \| 1 \| 2 \| 3 \| \| \| - \| \| ------------------------------------------------------- \| ---- \| --- \| ---- \| \| \| 1 \| \| Filip Krajinović Dominik Koepfer \| 64 7 \| 4 6 \| \| \| \| 2 \| \| Novak Djokovic Jan-Lennard Struff \| 6 2 \| 6 4 \| \| \| \| 3 \| \| Nikola Ćaćić / Novak Djokovic Kevin Krawietz / Tim Pütz \| 65 7 \| 6 3 \| 65 7 \| \| |                                |                                                         |           |     |      |  |
| |                                |                                                         | 1         | 2   | 3    |  |
| 1 | Serbia · Đức                   | Filip Krajinović Dominik Koepfer                        | 64 7      | 4 6 |      |  |
| 2 | Serbia · Đức                   | Novak Djokovic Jan-Lennard Struff                       | 6 2       | 6 4 |      |  |
| 3 | Serbia · Đức                   | Nikola Ćaćić / Novak Djokovic Kevin Krawietz / Tim Pütz | 65 7      | 6 3 | 65 7 |  |

#### Đức vs. Áo
| · Đức · 2 | Innsbruck 28 tháng 11 năm 2021 | Innsbruck 28 tháng 11 năm 2021                           | · Áo · 1 |     |   |  |
| \| \| \| \| 1 \| 2 \| 3 \| \| \| - \| \| -------------------------------------------------------- \| --- \| --- \| - \| \| \| 1 \| \| Dominik Koepfer Jurij Rodionov \| 1 6 \| 5 7 \| \| \| \| 2 \| \| Jan-Lennard Struff Dennis Novak \| 7 5 \| 6 4 \| \| \| \| 3 \| \| Kevin Krawietz / Tim Pütz Oliver Marach / Philipp Oswald \| 6 3 \| 6 4 \| \| \| |                                |                                                          |          |     |   |  |
| |                                |                                                          | 1        | 2   | 3 |  |
| 1 | Đức · Áo                       | Dominik Koepfer Jurij Rodionov                           | 1 6      | 5 7 |   |  |
| 2 | Đức · Áo                       | Jan-Lennard Struff Dennis Novak                          | 7 5      | 6 4 |   |  |
| 3 | Đức · Áo                       | Kevin Krawietz / Tim Pütz Oliver Marach / Philipp Oswald | 6 3      | 6 4 |   |  |

## Vòng đấu loại trực tiếp

### Sơ đồ
|  |                        |            |        |                    |   |         |         |                    |     |   |           |           |           |
|  | Tứ kết                 | Tứ kết     | Tứ kết |                    |   | Bán kết | Bán kết | Bán kết            |     |   | Chung kết | Chung kết | Chung kết |
|  | Tứ kết                 | Tứ kết     | Tứ kết |                    |   | Bán kết | Bán kết | Bán kết            |     |   | Chung kết | Chung kết | Chung kết |
|  | 2 tháng 12, Madrid     |            |        |                    |   |         |         |                    |     |   |           |           |           |
|  |                        |            |        |                    |   |         |         |                    |     |   |           |           |           |
|  | 12                     | RTF        | 2      |                    |   |         |         |                    |     |   |           |           |           |
|  | 12                     | RTF        | 2      | 4 tháng 12, Madrid |   |         |         |                    |     |   |           |           |           |
|  | 13                     | Thụy Điển  | 0      |                    |   |         |         |                    |     |   |           |           |           |
|  | 13                     | Thụy Điển  | 0      |                    |   | 12      | RTF     | 2                  |     |   |           |           |           |
|  | 30 tháng 11, Innsbruck |            |        |                    |   | 12      | RTF     | 2                  |     |   |           |           |           |
|  |                        |            | 7      | Đức                | 1 |         |         |                    |     |   |           |           |           |
|  | 9                      | Anh Quốc   | 7      | Đức                | 1 | 1       |         |                    |     |   |           |           |           |
|  | 9                      | Anh Quốc   |        |                    |   | 1       |         | 5 tháng 12, Madrid |     |   |           |           |           |
|  | 7                      | Đức        | 2      |                    |   |         |         |                    |     |   |           |           |           |
|  | 7                      | Đức        | 2      |                    |   |         |         | 12                 | RTF | 2 |           |           |           |
|  | 29 tháng 11, Turin     |            |        |                    |   |         |         | 12                 | RTF | 2 |           |           |           |
|  |                        |            |        |                    | 4 | Croatia | 0       |                    |     |   |           |           |           |
|  | 8                      | Ý          | 1      |                    | 4 | Croatia | 0       |                    |     |   |           |           |           |
|  | 8                      | Ý          | 1      | 3 tháng 12, Madrid |   |         |         |                    |     |   |           |           |           |
|  | 4                      | Croatia    | 2      |                    |   |         |         |                    |     |   |           |           |           |
|  | 4                      | Croatia    | 2      |                    |   | 4       | Croatia | 2                  |     |   |           |           |           |
|  | 1 tháng 12, Madrid     |            |        |                    |   | 4       | Croatia | 2                  |     |   |           |           |           |
|  |                        |            | 6      | Serbia             | 1 |         |         |                    |     |   |           |           |           |
|  | 6                      | Serbia     | 6      | Serbia             | 1 | 2       |         |                    |     |   |           |           |           |
|  | 6                      | Serbia     |        |                    |   |         |         |                    |     |   |           |           |           |
|  | 11                     | Kazakhstan | 1      |                    |   |         |         |                    |     |   |           |           |           |
|  | 11                     | Kazakhstan | 1      |                    |   |         |         |                    |     |   |           |           |           |
|  |                        |            |        |                    |   |         |         |                    |     |   |           |           |           |

### Tứ kết

#### Ý vs. Croatia
| · Ý · 1 | Turin 29 tháng 11 năm 2021 | Turin 29 tháng 11 năm 2021                               | · Croatia · 2 |      |     |  |
| \| \| \| \| 1 \| 2 \| 3 \| \| \| - \| \| -------------------------------------------------------- \| ---- \| ---- \| --- \| \| \| 1 \| \| Lorenzo Sonego Borna Gojo \| 62 7 \| 6 2 \| 2 6 \| \| \| 2 \| \| Jannik Sinner Marin Čilić \| 3 6 \| 7 64 \| 6 3 \| \| \| 3 \| \| Fabio Fognini / Jannik Sinner Nikola Mektić / Mate Pavić \| 3 6 \| 4 6 \| \| \| |                            |                                                          |               |      |     |  |
| |                            |                                                          | 1             | 2    | 3   |  |
| 1 | Ý · Croatia                | Lorenzo Sonego Borna Gojo                                | 62 7          | 6 2  | 2 6 |  |
| 2 | Ý · Croatia                | Jannik Sinner Marin Čilić                                | 3 6           | 7 64 | 6 3 |  |
| 3 | Ý · Croatia                | Fabio Fognini / Jannik Sinner Nikola Mektić / Mate Pavić | 3 6           | 4 6  |     |  |

#### Anh Quốc vs. Đức
| · Anh Quốc · 1 | Innsbruck 30 tháng 11 năm 2021                | Innsbruck 30 tháng 11 năm 2021                         | · Đức · 2 |      |     |  |
| \| \| \| \| 1 \| 2 \| 3 \| \| \| - \| \| ------------------------------------------------------ \| ------- \| ---- \| --- \| \| \| 1 \| \| Dan Evans Peter Gojowczyk \| 6 2 \| 6 1 \| \| \| \| 2 \| \| Cameron Norrie Jan-Lennard Struff \| 6 78 \| 6 3 \| 2 6 \| \| \| 3 \| \| Joe Salisbury / Neal Skupski Kevin Krawietz / Tim Pütz \| 610 712 \| 65 7 \| \| \| |                                               |                                                        |           |      |     |  |
| |                                               |                                                        | 1         | 2    | 3   |  |
| 1 | Vương quốc Liên hiệp Anh và Bắc Ireland · Đức | Dan Evans Peter Gojowczyk                              | 6 2       | 6 1  |     |  |
| 2 | Vương quốc Liên hiệp Anh và Bắc Ireland · Đức | Cameron Norrie Jan-Lennard Struff                      | 6 78      | 6 3  | 2 6 |  |
| 3 | Vương quốc Liên hiệp Anh và Bắc Ireland · Đức | Joe Salisbury / Neal Skupski Kevin Krawietz / Tim Pütz | 610 712   | 65 7 |     |  |

#### Serbia vs. Kazakhstan
| · Serbia · 2 | Madrid 1 tháng 12 năm 2021 | Madrid 1 tháng 12 năm 2021                                          | · Kazakhstan · 1 |     |         |  |
| \| \| \| \| 1 \| 2 \| 3 \| \| \| - \| \| ------------------------------------------------------------------- \| ---- \| --- \| ------- \| \| \| 1 \| \| Miomir Kecmanović Mikhail Kukushkin \| 65 7 \| 6 4 \| 611 713 \| \| \| 2 \| \| Novak Djokovic Alexander Bublik \| 6 3 \| 6 4 \| \| \| \| 3 \| \| Nikola Ćaćić / Novak Djokovic Andrey Golubev / Aleksandr Nedovyesov \| 6 2 \| 2 6 \| 6 3 \| \| |                            |                                                                     |                  |     |         |  |
| |                            |                                                                     | 1                | 2   | 3       |  |
| 1 | Serbia · Kazakhstan        | Miomir Kecmanović Mikhail Kukushkin                                 | 65 7             | 6 4 | 611 713 |  |
| 2 | Serbia · Kazakhstan        | Novak Djokovic Alexander Bublik                                     | 6 3              | 6 4 |         |  |
| 3 | Serbia · Kazakhstan        | Nikola Ćaćić / Novak Djokovic Andrey Golubev / Aleksandr Nedovyesov | 6 2              | 2 6 | 6 3     |  |

#### RTF vs. Thụy Điển
| · Nga · 2 | Madrid 2 tháng 12 năm 2021 | Madrid 2 tháng 12 năm 2021                                        | · Thụy Điển · 0 |     |      |            |
| \| \| \| \| 1 \| 2 \| 3 \| \| \| - \| \| ----------------------------------------------------------------- \| --- \| --- \| ---- \| ---------- \| \| 1 \| \| Andrey Rublev Elias Ymer \| 6 2 \| 5 7 \| 7 63 \| \| \| 2 \| \| Daniil Medvedev Mikael Ymer \| 6 4 \| 6 4 \| \| \| \| 3 \| \| Aslan Karatsev / Andrey Rublev André Göransson / Robert Lindstedt \| \| \| \| không chơi \| |                            |                                                                   |                 |     |      |            |
| |                            |                                                                   | 1               | 2   | 3    |            |
| 1 | Nga · Thụy Điển            | Andrey Rublev Elias Ymer                                          | 6 2             | 5 7 | 7 63 |            |
| 2 | Nga · Thụy Điển            | Daniil Medvedev Mikael Ymer                                       | 6 4             | 6 4 |      |            |
| 3 | Nga · Thụy Điển            | Aslan Karatsev / Andrey Rublev André Göransson / Robert Lindstedt |                 |     |      | không chơi |

### Bán kết

#### Croatia vs. Serbia
| · Croatia · 2 | Madrid 3 tháng 12 năm 2021 | Madrid 3 tháng 12 năm 2021                                   | · Serbia · 1 |     |     |  |
| \| \| \| \| 1 \| 2 \| 3 \| \| \| - \| \| ------------------------------------------------------------ \| --- \| --- \| --- \| \| \| 1 \| \| Borna Gojo Dušan Lajović \| 4 6 \| 6 3 \| 6 2 \| \| \| 2 \| \| Marin Čilić Novak Djokovic \| 4 6 \| 2 6 \| \| \| \| 3 \| \| Nikola Mektić / Mate Pavić Novak Djokovic / Filip Krajinović \| 7 5 \| 6 1 \| \| \| |                            |                                                              |              |     |     |  |
| |                            |                                                              | 1            | 2   | 3   |  |
| 1 | Croatia · Serbia           | Borna Gojo Dušan Lajović                                     | 4 6          | 6 3 | 6 2 |  |
| 2 | Croatia · Serbia           | Marin Čilić Novak Djokovic                                   | 4 6          | 2 6 |     |  |
| 3 | Croatia · Serbia           | Nikola Mektić / Mate Pavić Novak Djokovic / Filip Krajinović | 7 5          | 6 1 |     |  |

#### RTF vs. Đức
| · Nga · 2 | Madrid 4 tháng 12 năm 2021 | Madrid 4 tháng 12 năm 2021                                 | · Đức · 1 |     |     |  |
| \| \| \| \| 1 \| 2 \| 3 \| \| \| - \| \| ---------------------------------------------------------- \| --- \| --- \| --- \| \| \| 1 \| \| Andrey Rublev Dominik Koepfer \| 6 4 \| 6 0 \| \| \| \| 2 \| \| Daniil Medvedev Jan-Lennard Struff \| 6 4 \| 6 4 \| \| \| \| 3 \| \| Aslan Karatsev / Karen Khachanov Kevin Krawietz / Tim Pütz \| 6 4 \| 3 6 \| 4 6 \| \| |                            |                                                            |           |     |     |  |
| |                            |                                                            | 1         | 2   | 3   |  |
| 1 | Nga · Đức                  | Andrey Rublev Dominik Koepfer                              | 6 4       | 6 0 |     |  |
| 2 | Nga · Đức                  | Daniil Medvedev Jan-Lennard Struff                         | 6 4       | 6 4 |     |  |
| 3 | Nga · Đức                  | Aslan Karatsev / Karen Khachanov Kevin Krawietz / Tim Pütz | 6 4       | 3 6 | 4 6 |  |

### Chung kết

#### RTF vs. Croatia
| · Nga · 2 | Madrid 5 tháng 12 năm 2021 | Madrid 5 tháng 12 năm 2021                                | · Croatia · 0 |      |   |            |
| \| \| \| \| 1 \| 2 \| 3 \| \| \| - \| \| --------------------------------------------------------- \| ----- \| ---- \| - \| ---------- \| \| 1 \| \| Andrey Rublev Borna Gojo \| 6 4 \| 7 65 \| \| \| \| 2 \| \| Daniil Medvedev Marin Čilić \| 79 67 \| 6 2 \| \| \| \| 3 \| \| Aslan Karatsev / Andrey Rublev Nikola Mektić / Mate Pavić \| \| \| \| không chơi \| |                            |                                                           |               |      |   |            |
| |                            |                                                           | 1             | 2    | 3 |            |
| 1 | Nga · Croatia              | Andrey Rublev Borna Gojo                                  | 6 4           | 7 65 |   |            |
| 2 | Nga · Croatia              | Daniil Medvedev Marin Čilić                               | 79 67         | 6 2  |   |            |
| 3 | Nga · Croatia              | Aslan Karatsev / Andrey Rublev Nikola Mektić / Mate Pavić |               |      |   | không chơi |